# KS Ostromecko
KS Ostromecko – klub sportowy założony w 1926 roku w Ostromecku. Rozwiązany w 1939 roku.

## Historia
Klub został założony 16 maja 1926 r. przez niemieckiego hrabiego Joachima von Alvensleben. KS Ostromecko posiadał własne boisko i sekcje piłki nożnej, tenisa, pływacką, hokeja na lodzie oraz boksu. W czerwcu 1927 klub został przyjęty do Toruńskiego Związku Okręgowego Piłki Nożnej. W październiku 1927 r. został przyjęty do klasy C nowo utworzonego Pomorskiego Związku Okręgowego Piłki Nożnej. W grudniu 1927 r. klub przeniósł swoją siedzibę do Bydgoszczy, swoje mecze rozgrywał jednak nadal w Ostromecku. W 1928 r. zawodnik klubu, Chrapiak, został powołany do reprezentacji Bydgoszczy. W 1930 r. KS Ostromecko został mistrzem powiatu bydgoskiego.
W drużynie grało dwóch synów Joachima von Alvensleben. Młodszy Ludolf był nastawiony bardzo pozytywnie do władz polskich. Służył w wojsku polskim w stopniu oficerskim. We wrześniu 1939 r. brał udział w wojnie obronnej. Starszy Albrecht opowiedział się po stronie nazistowskich Niemiec. Uczestniczył w masowych egzekucjach ludności polskiej powiatu chełmińskiego. Był również odpowiedzialny za zesłanie swojego ojca do KL Dachau.